# Лебедєв Володимир Костянтинович
Володи́мир Костянти́нович Ле́бедєв (* 6 червня 1922, Данков — сучасна Липецька область — † 23 травня 2008) — український вчений-знавець технології зварювання та зварювального обладнання, 1959 — доктор наук, 1966 — лауреат Ленінської премії, 1972 — академік Національної академії наук України, 1986 — лауреат Державної премії СРСР, також Державної премії УРСР.

## Життєпис
1945 року закінчив Московський енергетичний інститут, працює в Інституті електрозварювання ім. Патона, де відпрацював більше півстоліття — пройшов шлях від молодшого наукового співробітника до заступника дослідного підрозділу та заступника директора по науковій роботі.
Розробка методів розрахунку зварних трансформаторів із складними полями розсіяння — тема кандидатської (1948).
Був одним з провідних фахівців — у галузі електротермії і перетворення електричної енергії.
Його праці стосуються вивчення засобів перетворення електричної енергії на теплову, та створення типів нових джерел струму — для різних зварювання та для спеціальної металургії. Його технологія дугового зварювання дістала широке застосування — при будівництві залізничних колій (Ленінська премія 1966 року, в складі колективу).
Вніс вклад у розробку, створення та впровадження обладнання для контактного зварювання головок блоків локомотивних дизелів і теплообмінників потужних трансформаторів (Державна премія УРСР).
Провів ряд досліджень щодо контактного стикового зварювання силових елементів літальних апаратів — Державна премія СРСР 1986 року.
Досліджував можливість створення біоелектричної технології, це дало змогу одержати якісні зварні з'єднання пошкоджених живих тканин.
Був провідним розробником проекту «Зварювання живих тканин» в рамках Міжнародної асоціації «Зварювання». Дані розробки дали можливість створити зварювальне медичне обладнання та інструментарій для хірургічних операцій по відновленню фізіологічних функцій пошкоджених органів людини.
2001 року за праці у галузі зварювання і споріднених технологій йому присуджена премія ім. Є. О. Патона.
Був радником при дирекції Інституту електрозварювання ім. Патона та керівником науково-дослідного відділу електричних процесів.
Також був заступником головного редактора журналу «Автоматичне зварювання», заступником голови спеціалізованої ради по захисту кандидатських і докторських дисертацій.
В його доробку понад 450 наукових праць, з них 11 монографій, близько 200 патентів на винаходи. Як педагог підготував 10 докторів та 42 кандидати наук.
Серед патентів:
- «Інструмент для біполярної високочастотної коагуляції живих м'яких тканин тварин і людини», співавтори Васильченко Валерій Андрійович, Лебедєв Олексій Володимирович, Макаров Анатолій Васильович, Мясников Дмитро Вікторович, Патон Борис Євгенович, Трунов Анатолій Євгенович